# 長州力
長州 力（ちょうしゅう りき、1951年12月3日 - ）は、日本の元プロレスラー、YouTuber。山口県徳山市（現・周南市）出身。静岡県熱海市在住。北海道猿払村ふるさと納税大使。
在日韓国人2世として生まれ、2016年に日本へ帰化した。韓国名は郭 光雄（かく こうゆう、クァク・クァンウン、곽광웅）。現在の本名（日本名及び旧リングネーム）は吉田 光雄（よしだ みつお）。
ニックネームは「革命戦士」。入場曲は異母犯抄作曲のオリジナルテーマ曲『パワーホール』（後述も参照）。血液型O型。

## 来歴

### 生い立ち
1951年12月3日、山口県徳山市で四人兄弟の末っ子として生まれる。父親は1939年に韓国の忠清北道から来日し、廃品回収業を営んでいた。在日韓国人二世という出自のため、小学校時代は教師からも差別を受けたという。スポーツは野球と柔道で活動、周南市立岐陽中学校では柔道部に所属し、中学3年の終わり頃からは柳井市の斎藤道場でレスリングの原点に触れることとなった。その後山口県桜ケ丘高校のレスリング部に特待生として進学。レスリングに打ち込み、3年生の1969年にはインターハイの73kg級で準優勝、長崎国体のフリースタイル75kg以上級で優勝する。大学レスリング関係者であるから注目され、レスリング強豪校の専修大学商学部に特待生として入学する。

### オリンピック出場とプロレス入り
専修大学レスリング部では重量級の選手として1年時から試合で活躍する。3学年先輩の主将はミュンヘンオリンピックのフリースタイル52kg級で金メダルを獲得する加藤喜代美。1学年後輩には吉田栄勝（吉田沙保里の父）や平澤光志（平澤光秀の父）がいた。
大学2年の1971年、全日本学生選手権グレコローマン90kg級で優勝する。大学3年の1972年、日本育ちでありながらも国籍のためオリンピックに出場できなくなることを惜しむ関係者の助けもあり、在日大韓体育会を介してミュンヘンオリンピック韓国レスリング代表に選ばれる。本番ではフリースタイル90kg級に出場し、戦績は1勝2敗（減点制度により失格）。大学4年でキャプテンとなり、1973年の全日本選手権ではフリースタイルとグレコローマンの100kg級で優勝した。
卒業後の進路選択の際、NETの運動局長だった永里高平（早稲田大学レスリング部OB）の仲介で新日本プロレスの新間寿営業本部長にスカウトされ、1974年に新日本プロレスへ入団。ミュンヘン五輪グレコローマン100kg以上級に出場し、1年前に全日本プロレスへ入団した鶴田友美と同じく「アマレスエリートのプロレス転向」という道を辿ることになる。

### キャリア初期
1974年8月8日、日大講堂でのエル・グレコ戦でデビューを果たし、サソリ固めで勝利を飾る。その後すぐに海外武者修行に出され、ヨーロッパや北米を転戦。デビューから間もない1974年秋には、当時の西ドイツにてローラン・ボックやミル・マスカラスとも対戦（いずれも敗退）。1975年からはアメリカ合衆国に入り、ヒロ・マツダが本拠地としていたNWAフロリダ地区で活動。ダニー・ホッジ、クリス・マルコフ、バロン・シクルナ、ボブ・アームストロング、若手時代のボブ・バックランドやランディ・サベージ（ザ・スパイダー）などと対戦した。
デビュー時のリングネームは日本名の吉田光雄であったが、海外武者修行から帰国後の1977年4月より、故郷長門国の別名である長州にちなんで長州力と改名。凱旋帰国時に出場した第4回ワールドリーグ戦では、優勝者の坂口征二と準優勝者のマスクド・スーパースターに次いで、ニコリ・ボルコフと同点の3位の戦績を収めた。改名後もアントニオ猪木のパートナーに起用されてテレビ中継試合のメインイベントに出場するなど、活躍の機会は与えられていたが、華やかさに欠け無骨な長州は人気が上がらず、精悍で女性や子供の人気を集めたジュニアヘビー級の藤波辰巳や木村健吾の後塵を拝す。
1979年6月にはストロング小林に代わる坂口の新パートナーとして北米タッグ王座を獲得、猪木と坂口に次ぐヘビー級の3番手となったものの、ブレイクには至らなかった。同王座はハリウッド・ブロンズ（ジェリー・ブラウン&バディ・ロバーツ）、タイガー・ジェット・シン&マサ斎藤、アイアン・シーク&スーパー・デストロイヤー、バッドニュース・アレン&ゲシュタポ、ワイルド・サモアンズ（アファ・アノアイ&シカ・アノアイ）などのチームを相手に防衛を続けたが、猪木の提唱するIWGP構想により、1981年3月のシン&ドン・ムラコとの防衛戦を最後に返上となった。

### 「かませ犬発言」から「革命戦士」へ
1982年7月23日、メキシコ遠征においてカネックを破り、UWA世界ヘビー級王座を獲得。9月26日に奪還されるも、当時のメキシコのマット界における重量級の第一人者であったカネックから世界王座を奪取し、2ヶ月間に渡って戴冠した。しかし、この遠征は本意ではなかったようで、遠征理由について「車の運転免許を取りに行った」と答えるなど、当時のことを語ることはほとんどない。
凱旋帰国後、それまでの短髪パーマからストレートの長髪にイメージチェンジした長州は、10月8日に後楽園ホールで行われた猪木&藤波と組んでのアブドーラ・ザ・ブッチャー、アレン、S・D・ジョーンズ組との6人タッグマッチにおいて、藤波と仲間割れして新日本正規軍に謀反を起こす。以後、一躍ブレイクを果たすこととなった。
そのきっかけとなったのは、試合前のマイクアピールで「藤波、俺はお前の噛ませ犬ではない」と発言したことからとされているが、長州が実際に発した言葉は「なんで俺がお前の前を歩かなきゃいけないんだ。なんで、俺がお前の前にコールされなきゃいけないんだ」であった（格下が先に入場し先にリングアナウンサーに紹介されるのが業界の慣わしである）。藤波は年下ではあるが先輩であり、長州との試合では6戦6勝と、この時点では人気・実績共に圧倒的に勝っていたが、メキシコ遠征での世界王座戴冠を機に、それまで燻っていた長州にチャンスを与えるべく、猪木の発案で藤波との抗争アングルがスタートしたとされる。猪木は後に「大事なのは、誰が考えたのかじゃなくて、長州がその流れを、自分で上手く活かしたこと」と語り、長州の自己プロデュース力の高さ故の結果だとしている。
「噛ませ犬」という言葉が取り上げられるようになったのは、長州が雑誌『ビッグ・レスラー』1982年12月号（立風書房）における造反直後の単独インタビューの中で「だけど、ここで自分を主張できなかったら、僕は一生 ”かませ犬” のままで終わってしまうんですよ」とコメントしたことに対し「藤波のかませ犬になるのは、もうごめんだ!」というインタビュータイトルが付けられたことが発端であった。その後、当時『ワールドプロレスリング』のアナウンサーだった古舘伊知郎が実況の中でも「かませ犬」という例えを多用。実際に本人が発した言葉ではないが「俺はお前の噛ませ犬じゃない」という台詞は、造反に至った長州の心情を明確に印象付ける表現として浸透していった。2019年のターザン山本の分析によると「ジャンボ鶴田に先を越された心労によって『噛ませ犬じゃない』という言葉になって怒りが出た」とのこと。山本は当時の長州の状態をうつ病に喩えていた。ファンもまた、そうした長州の心境を真実と捉え、その行動を支持するに至った。
造反後、1982年11月のWWFへの短期遠征（ヒールのポジションでマサ斎藤のパートナーとなり、22日にニューヨークのマディソン・スクエア・ガーデンにてロッキー・ジョンソン&トニー・ガレアと、25日にはフィラデルフィアのスペクトラムにてペドロ・モラレス&サルバトーレ・ベロモと対戦）を経て、師と仰ぐ斎藤やキラー・カーンと共に、1983年より「革命軍」を結成。当時の体制に反旗を翻す。さらに、ラッシャー木村率いる国際軍団を振り切る形で長州と活動を共にしたアニマル浜口、浜口と同じく国際軍団を離れた寺西勇、タイガーマスクとの抗争で同じく新日本正規軍を敵に回していた小林邦昭、そしてレスリング日本一の触れ込みで新日本入団後、海外武者修行に出て帰国した長州の弟子ともいえる谷津嘉章らを加えて「維新軍」を結成する。また、アメリカで活動するタイガー戸口（キム・ドク）も時折、維新軍に同行した。
試合においては、1981年末に全日本プロレスに転出したスタン・ハンセンのウエスタン・ラリアットをコピーした「リキ・ラリアット」を使うようになり、ハンセンのファイトスタイルを取り入れた攻撃主体の「ハイスパート・レスリング」を確立（ハンセンが新日本プロレスに参戦していた当時、長州は何度もウエスタン・ラリアットを浴びていた）。ニューヨークにて発掘されたWWFインターナショナル・ヘビー級王座を巡って藤波と「名勝負数え唄」と謳われる連戦を繰り広げ、1983年4月3日には藤波からピンフォール勝ちを収めて王座奪取。「俺の人生にも一度くらいこんなことがあってもいいだろう」というコメントを残した。新日本正規軍と維新軍の軍団抗争では、ボブ・オートン・ジュニア&アドリアン・アドニスを模したツープラトン攻撃を駆使し、タッグマッチにおける合体技をマット界に広めた。
1984年6月1日には高松市民文化センターで行われたIWGPリーグ戦（第二回大会）において、アンドレ・ザ・ジャイアントをボディスラムで投げることに成功している（試合には敗退）。しかし、トーキックを誤って入れてしまうなど、不器用なファイトぶりが外国人レスラーには不評であったという。同大会では、6月14日の蔵前国技館における猪木対ハルク・ホーガンの優勝決定戦に突如乱入、両者にリキ・ラリアットを放った。結果として猪木がリングアウト勝ちによる優勝を収めたが、試合を破壊されたことに納得しない観客による大規模な暴力行為が勃発、新日本プロレス史上初となる本格的な暴動事件を引き起こした。レフェリーを務めたミスター高橋は、この乱入劇は猪木自身の発案によるアングルであり、長州本人は気乗りせず仕方なく従ったが、この事件が会社への不信感につながり新日本プロレスを離脱する一因になったのではないかとしている。同年8月2日、離脱前における猪木との最後のシングルマッチが行われた。

### ジャパンプロレス旗揚げ - 全日本プロレス参戦
1984年9月21日をもって長州ら維新軍は新日本プロレスを退団。その後、ジャパンプロレスを旗揚げし、維新軍に所属するレスラーを率いて全日本プロレスを主戦場に移した。UWFに続き、長州および維新軍にも去られた新日本は選手が不足し、窮余の策として若手を登用、これが後の闘魂三銃士の隆盛に繋がる。
1985年2月21日にはジャパンプロレス主催の大阪城ホール大会において、天龍源一郎との初のシングルマッチが実現。リングアウト勝ちを収めた。全日本プロレスのエースであったジャンボ鶴田とは、同年11月4日、同じく大阪城ホールでのジャパンプロレス主催興行におけるメインイベントにて60分フルタイムの激闘を展開した。この試合は同年のプロレス大賞において年間最高試合賞（ベストバウト）を獲得した。
全日本マットでは、ブルーザー・ブロディ、ハーリー・レイス、ニック・ボックウィンクル、ドリー・ファンク・ジュニア、リック・フレアーといった、当時の全日本プロレスならではの豪華外国人選手達とも対戦した。1985年3月14日には愛知県体育館にてロード・ウォリアーズのAWA世界タッグ王座（パートナーはキラー・カーン）、同年4月23日には相模原市立総合体育館にてフレアーのNWA世界ヘビー級王座と、当時のアメリカにおけるメジャー団体のビッグタイトルにも挑戦している。
1986年2月5日、谷津と組んで鶴田&天龍の鶴龍コンビからインターナショナル・タッグ王座を奪取（谷津がジャーマン・スープレックスで天龍からフォール勝ち）。さらに、2か月後の4月5日にはハンセンを破ってPWFヘビー級王座を奪取（この試合はAWA世界ヘビー級王座とのダブルタイトルマッチとして行われ、試合ではPWFとAWA両方のルールが適用された。試合はハンセンの反則による決着となったため、反則では王座移動が無いAWA王座はハンセンの防衛となり、PWF王座のみが移動した）。PWF王座は全日本創設以来の看板タイトルで、この時点で鶴田も天龍も奪取していなかった。以降、テリー・ゴディ、テリー・ファンク、カート・ヘニングらを相手に防衛に成功するなど、全日本マットの頂点に立った。
しかし、ジャパンプロレスの自主興行は不入り続きで利益が上がらず、竹田勝司会長ら経営首脳陣とも金銭的な問題で対立するようになる（ジャパンプロレスの施設は竹田会長個人が購買していた竹田会長の所有物であり、それゆえ竹田会長は家賃を含めてジャパンプロレスから200万円の給料を支給されていたが、それに対して長州は、当時のバブル経済下で金銭感覚が麻痺していたこともあり、逆恨みに近い形で不満を抱いていた）。TBSとのテレビ放送の契約も土壇場で白紙になり、ジャパンプロレスの完全独立も不可能な状態になっていた。そうした状況下、新日本の倍賞鉄夫（当時：『INOKI闘魂LIVE』実行委員長）は、ジャパンの大塚直樹副会長と反目していた加藤一良専務を通じて長州に接触、1億円の移籍金を提示して新日本への復帰を打診する。当時、長州自身も経済的に困窮していたこともあり、新日本への出戻りを決意するに至った。
1987年2月から手首の嚢腫（ガングリオン）を理由に全日本のシリーズを欠場し、その流れで新日本に復帰。契約問題で全日本プロレス会長のジャイアント馬場および日本テレビとの騒動に発展した（該当項目参照）。長州は追放処分となったが、追放されたことで全日本やジャパンのリングに上がれなくなったため、新日本に戻る以外、長州には選択肢が無くなった。その結果、新日本側が長州よりも立場が優位になり、移籍金は当初提示されていた1億円の10%＝1000万円程度に安くなってしまったという。
全日本プロレスへの参戦期間は決して長くは無かったものの、「攻め」のレスリングを主体とする新日本での猪木や藤波との一連の抗争に加えて、全日本流の「受け」のプロレスにも触れたことで、長州のファイトスタイルは徐々に幅が広がり、新日本マット復帰後4年を経た1991年あたりからはもっぱら「受け」のレスリングを展開するようになった。平成維震軍の一員として長州政権下の新日マットに上がったザ・グレート・カブキは、長州のファイトスタイルの変化に感心したという。
天龍は、それまでオールドファッションなアメリカン・プロレススタイルが主流であった全日本にハイスパート・レスリングを持ち込んだ長州に刺激を受け、ライバル意識をムキ出しにしたことで注目されることとなった。後の天龍革命は長州の維新革命に触発されたものであることを公言している。
御大の馬場とは年末の世界最強タッグ決定リーグ戦のみの対戦だったが、長州は馬場のリーダー像に一目置いており、「（馬場さんは）大人物だった。人のことをよーく見ている」と回顧している。

### 新日本プロレス復帰 - 現場監督就任
1986年ごろからインタビューやマイクで藤波の名を口にし、古巣へのカムバックが次第に色味を帯びてきた1987年、長州の師であり維新軍でも頭目格であったマサ斎藤と猪木との抗争が始まる。これに伴い、調印式などに長州も姿を見せるようになりいよいよ復帰が秒読みと思われつつあった中、4月27日両国国技館での猪木vs斉藤戦に際し、セコンドとして幾人かの元ジャパンプロ盟友らとついに新日会場に姿を見せる。試合前の協議でリング下につくセコンドは馳浩のみとなり、長州はリングサイドでの観戦を余儀なくされたが、斉藤がKO負けした直後は周囲に押さえられて未遂に終わるも、リングに駆け上がらんばかりであった。これを契機に、ついに長州の新日復帰が加速するかに見えたが、新日側は長州軍の参戦カードを中々組まず、痺れを切らせた長州側は5月30日、鹿児島県立体育館大会にてカードジャックを強行、第8試合にて長州は斉藤とのタッグで出陣の運びとなったが、この入場時に藤原が3年前を髣髴とさせるテロ行為に出る。鉄パイプ奇襲で負傷した長州はこの日はマシンに試合を譲ることになった。中一日をおいての6月1日、愛知県体育館にてマシンとのタッグで2年8か月ぶりの新日マットでのファイトに勝利を飾った。
長州側の陣容は、ジャパンプロレス時代に1986年8月全日マットで謀反を起こしたカーン、そして当時引退状態にあったアニマル浜口、全日本にそのまま残った谷津嘉章、寺西勇らを除き、マサ斎藤、小林邦昭、カルガリーハリケーンズのリーダースーパー・ストロング・マシン、またマシンとともに常に行動を共にしていたヒロ斎藤、更に専修大学の後輩でジャパンプロ出身の馳浩、そしてジャパンプロ生え抜きの佐々木健介といった選手らと反新日体制を率いる。正式な軍団名は無かったが全員リキプロに所属し、テレビやマスコミからは『ニュー維新軍』と呼ばれていた。その軍団の当時のトレーニングジャージ（チャンピオンプロダクツ製）には背番号が入っており（ちなみにマサ斎藤：0、長州：1、マシン：2、小林：3、ヒロ斎藤：5、保永昇男：6、佐々木：7、馳：8、タイガー服部：10、笹崎伸司：12）、話題となった。マシンは晩年にもこのジャージを着用してリングインしていた。
この合流に際し、一足先に新日本に合流していた前田日明率いるUWFとのからみがファンに期待されたが、目立った直接対決の機会のないまま新世代として長州、藤波、前田らは共闘し、猪木世代を相手に世代闘争を繰り広げることとなる。しかしほどなくしてこのアングルも瓦解、新日本隊対長州軍という流れへと移行していく。次第にUWFの存在を希薄化され解体吸収されることを危惧しナーバスになった前田が長州の姿勢を「言うだけ番長」と揶揄するなど、徐々に確執が顕著になっていく中、11月19日後楽園ホールの長州軍対UWFの6人タッグマッチにおいて、前田による長州への顔面蹴撃事件が勃発。これにより長州は眼窩底骨折で長期欠場、前田は新日本を解雇され独立の道を歩み、第二次UWFの旗揚げへと繋がる。
これは同時に、新日本内部において反対勢力を排し長州の影響力を強める契機となった。長州・新日本とUWFという後のプロレス界を席巻、牽引していく二大潮流の源流であり、また両者両団体の因縁の発端と言う意味でも、プロレス界における昭和から平成へのひとつのエポックとなった事件といえる。
1988年5月には、マサ斎藤とのタッグでAWAのラスベガスでのイベントに出場。ヒールの日本人コンビとして斎藤と同じく膝下までのセミロング・タイツを穿き、ジェリー・ローラー&グレッグ・ガニアと対戦して反則負けを喫した。
その後長州は1988年7月にシングルマッチでアントニオ猪木から念願のフォール勝ち（後頭部ラリアット）を奪い、また翌1989年2月にもラリアット6連発で再び猪木に完勝し、猪木が試合後に号泣するという名場面が生まれた。これにより長州は完全に猪木越えを果たし政権交代、名実共に新日本マットの中心となった。そしてマッチメーカーとして猪木が一線を退いた後の団体を取り仕切り、闘魂三銃士をプロデュースし新世代のスターへと押し上げた。また、現在まで続く1・4東京ドーム、G1クライマックス、G1タッグリーグ、ベスト・オブ・ザ・スーパージュニアなど定番イベントを創設し、1990年代を通して全国でドーム興行を成功・定着させ、ドームプロレスの生みの親となった。因縁浅からぬUWFインターナショナルとの抗争も主導し、平和のための平壌国際体育・文化祝典で生じた大赤字を埋めることに成功する。ただし愛弟子の佐々木健介や他団体の天龍源一郎を重用する等のマッチメークも見られ、豪腕リーダーぶりには西村修などの一部選手から不満を買った。
1998年1月4日の東京ドーム大会で引退。引退試合は藤田和之、吉江豊、高岩竜一、飯塚高史、獣神サンダー・ライガーの5人掛けであった。（藤田、吉江、高岩、ライガーに勝利。飯塚に敗北。）引退後、長州力のリングネームは愛弟子の佐々木健介が襲名するという話が持ち上がるも実現しなかった。
引退前は復帰を否定していたものの、大仁田厚の参戦・挑発に乗る形で2000年7月にマットに上がった。当初はこの一試合のみの予定であったが、自分と猪木の引退によって新日本の興行収入が減少していたこと等もあり、ほどなくして定期参戦するようになり、現役復帰となった。

### WJプロレス旗揚げ
2002年2月武藤敬司派が新日を退団した責任を問われ、現場監督を解任される。その後5月に新日本プロレスを退社。盟友・永島勝司と共に有力タニマチであった福田政二を代表取締役として、2003年3月WJプロレス（ファイティングオブワールドジャパン）を旗揚げしたものの、諸般の事情により頓挫、総合格闘技イベントX-1やZERO-ONEとの対抗戦に活路を見出そうとするも解散に至った（該当項目参照）。
なお、WJ設立時のオープニングシリーズでは全6戦全てのメインに長州対天龍のシングルマッチを組んだ。

### 新日本プロレス再復帰
ハッスルやインディー団体へ参戦を続け、2004年新日本に一時復帰。2005年には上井文彦から要請を受け、10月8日サイモン・ケリー猪木（当時新日本社長）との会談で、リキプロに所属しつつ新日本プロレスの現場監督として復帰（ただし、新日本所属ではなく、あくまでリキプロ所属である）。この新日本の決定に、所属レスラーの意見は真っ二つに別れた。藤波は発表当初は歓迎をしていたものの、ドーム興行終了後に態度を180度転換している。実際、前日組まれていたカードを当日になって変更するなど一部の選手とは更なる軋轢を生んでいる。
サイモン猪木社長時は新日本の現場監督と、元WJ所属の若手選手によるプロダクションリキプロで、選手会興行を単発で行っていた。
2009年にはレスラー生活35年を迎え、記念パーティ「長州力レスラー生活35周年を祝う会」を開催した。その中で「自分のゴールはもう目の前にある」と近い将来に2度目の引退をすることを示唆した。11月には征矢学と全日本プロレスの世界最強タッグ決定リーグ戦に出場。1985年と1986年に谷津と組んで出場して以来23年ぶりに全日本プロレスのリーグ戦に出場することとなった。
2009年には、新日本のみならずドラディション、リアルプロレス、ハッスル、全日本と精力的に各団体へ参戦。一部では遺恨が深いとされる猪木率いるIGFへの参戦説まで浮上したがこれは実現に至らなかった。SアリーナでGKこと金澤克彦からIGFよりオファーがあったかどうかを突っ込まれると「ノーコメントだよ。聞くなって!」と切り返した。
2009年9月8日に竹内力の双子の弟というギミックのRIKIが「日本リーゼン党」立ち上げの記者会見を開き、長州と高山善廣が「日本リーゼン党」に入党したことを発表した。しかしハッスルの事実上の倒産によってこのアングルは立ち消えとなった。
2010年銀幕デビューとなる「星砂の島のちいさな天使」に初出演。共演者の美保純が番組でその演技力を絶賛する。現在は芸能プロダクション芸映が芸能活動の全てをバックアップしている。
2010年1月4日、新日本プロレスの東京ドーム大会「レッスルキングダム」にて蝶野正洋、中西学、テリー・ファンクとタッグを組み、飯塚高史、矢野通、石井智宏、アブドーラ・ザ・ブッチャーのヒール軍団と対戦。試合では長州のリキラリアットと蝶野のシャイニングケンカキックによるコンビネーション技を披露した。

### レジェンド・ザ・プロレスリング
2010年10月20日、藤波辰爾、初代タイガーマスクと共に新イベント「レジェンド・ザ・プロレスリング」を2011年1月10日に後楽園ホールで旗揚げすることを発表した。旗揚げ当日は、藤波と長州の1997年8月10日以来となる一騎討ちも行われた。
なおレジェンドにて試合を行いつつも、2015年現在も新日本の道場に定期的に顔を出しトレーニングを行っている。2016年に帰化。
2018年12月28日、プロデュース興行「POWER HALL2018」試合終了後に控室にて引退を示唆。翌年6月26日の東京・後楽園ホールに引退興行を開催することが発表。
2019年6月26日、後楽園ホールで行われた「POWER HALL2019」における、藤波辰爾、武藤敬司、真壁刀義戦をもって現役を引退した（パートナーは越中詩郎、石井智宏）。試合では珍しくドラゴンスクリューも披露。セレモニーには田村潔司も登場した。

### 引退後
2019年7月31日、ワインブランドロジャーグラートブランドアンバサダーに就任した。
2019年12月25日、Twitterを開始する。独特なTweetでネットメディアの話題となる。

## タイトル歴
新日本プロレス
- IWGPヘビー級王座：3回（第6代、第8代、第12代）
- IWGPタッグ王座：3回（w / マサ斉藤、飯塚孝之、佐々木健介）（第8代、第10代、第30代）
- WWFインターナショナル・ヘビー級王座：1回（第5代）
- グレーテスト18クラブ王座：1回（初代）
- NWA北米タッグ王座（日本版）：1回（w / 坂口征二）（第10代）[49]
- ジャパンカップ争奪イリミネーションリーグ戦優勝：1回（w / アントニオ猪木&星野勘太郎）（第1回・1988年）
- ワールドカップ争奪リーグ戦優勝：1回（第1回・1989年）
- G1 CLIMAX優勝：1回（第6回・1996年）
- SG TAG LEAGUE優勝：1回（w / 橋本真也）（第2回・1992年）

UWA
- UWA世界ヘビー級王座：1回（第7代）[15]
- UWA世界タッグ王座：1回（w / グラン浜田）（初代）

全日本プロレス
- PWFヘビー級王座：1回（第11代王者）
- インターナショナル・タッグ王座：1回（w / 谷津嘉章）（第37代）

WJプロレス
- WMGタッグ王座：1回（w / 天龍源一郎）（初代）

プロレス大賞
- 努力賞（1977年）
- 敢闘賞（1979年）
- 技能賞（1981年）
- 年間最高試合賞（藤波辰巳 vs 長州力、4月3日・蔵前国技館 = WWFインターナショナル・ヘビー級選手権試合）（1983年）
- 最高殊勲選手賞（1983年）
- 年間最高試合賞（アントニオ猪木 vs 長州力、 8月2日・蔵前国技館）（1984年）
- 年間最高試合賞（ジャンボ鶴田 vs 長州力、11月4日・大阪城ホール）（1985年）
- 敢闘賞（1986年）
- 敢闘賞（1988年）
- 敢闘賞（1989年）
- 年間最高試合賞（天龍源一郎 vs 長州力、1月4日・東京ドーム）（1993年）
- 功労賞（1997年）

## 得意技
スタン・ハンセンの流れを汲む、試合開始から終了まで走り回るハイスパート・レスリングの象徴とされ、基本的な技であっても差別化を図る工夫がなされている。また試合中に使う技の種類はレスラーの中でも比較的少ない方であるが、クラシカルなファンやマスコミの一部には逆に昭和プロレスの選手にして見ると使用する技の数が多いという声も存在する。

### フィニッシュ・ホールド
サソリ固め
デビュー戦から一貫して使用し続けている代表的なフィニッシュ・ホールド。別名「スコーピオン・デスロック」。カール・ゴッチ直伝とされる。
自身の腕を差し込む、もしくは差し込んだ腕をクラッチして極める型も存在し、後者は特にクロスアーム式と形容される。
リキラリアット
サソリ固めに並ぶ代表的な技の一つでフィニッシュ・ホールドとしても用いられる。ハンセンのウエスタン・ラリアットを受け続け、自分の技にできないかと試行錯誤して習得した技。ラリアットを普及させた走りとも言われる。その長州のラリアットには３つの革命的な特徴がある。
第一に、相手をロープに振るのではなく自分がロープに飛んだ勢いでリング中央の相手に叩き込むというスタイルをプロレス界で初めて導入したことである（大仁田との有刺鉄線マッチでも有刺鉄線に飛んで使用した）。使い始めた当初こそ相手を振って仕掛ける場合もあったが、その後は自分から飛ぶスタイルを確立し、このスタイルは現在に至るまで多くのレスラーにコピーされている。
第二に、ロープに飛ぶ際に相手レスラーの名前を叫ぶというスタイルを編み出したことも特筆に値する。晩年に抗争を繰り広げた橋本真也相手には、「チンター！」と自身が命名した渾名を叫びながら放っていた。（ただし橋本の若手時代には「ハシモトー！」と叫びながら打っていた）
第三に、ロープに飛ぶアクションへの予告として、右腕をぐるっと回す独自のムーヴを行ったことが挙げられる。ぐるぐると回すのではなく、目線を下方向に向けながら、じわりじわりと回しつつ、助走へと移行するのが特徴である。
加えるならば、ラリアットを打った後に、腕を振り下ろしながらフォールに行くムーヴも独自性があると言えるだろう。
この技を使い始めた当初（「かませ犬発言」以前）は、左腕を使うことが多く、右腕でのラリアットが脚光を浴びたのは1983年4月3日に藤波を破ってWWFインターナショナル・ヘビー級王座を奪取した際の決め技になった時からである。当初は「パワフルリキラリアート」とも呼ばれていた。また、正調式以外にも、後頭部式、浴びせ倒し式など、ここ一番ではアレンジを加えたラリアットを繰り出していた。ちなみに闘魂三銃士が台頭し始めたころには、顔面に打ち込むラリアットを使用したが、そちらは定着しなかった。

### 投げ技
捻り式バックドロップ
師と仰ぐマサ斎藤が得意とした型と同型。ただし、マサのように相手を持ち上げて跳躍するのではなく、そのまま反り投げるフォーム。
捻り式の分類だが、長州のそれは特別ぶっこ抜き、垂直落下式とも形容された。
ブレーンバスター
深く腰を落として一気に持ち上げてリング中央近くまで移動し、大きく跳躍して叩きつける独特のフォームで放たれる。
叩きつけたさいに大きな音を鳴らすのが特徴で、バックドロップ同様ぶっこ抜きを冠して表現されることもある。
雪崩式ブレーンバスター

### 打撃技
キチンシンク
主にロープカウンターで用いられ、全盛期時代にそのスピードを活かしてよく使用された。
そのまま自らロープに走り込んで二発目、三発目を打ち込むこともある。
エルボー
ロープカウンターで用いられ、背面状態で胸板に肘打ち後、回転する独特のフォームで放たれる。
尻餅状態の相手へ背後から胸元に振り落とすこともあり、こちらはリキ・ラリアット同様、ハンセンから独自に習得したものである。
ストンピング
プロレスではポピュラーな技の一だが、長州のそれは大きく跳躍して踏みつけない方の足でマットを鳴らして迫力を増す。
さらに相手の名前を叫ぶ、「立てコラ!」、「来いコラ!」、「立って来いコラ!」などの煽りを入れるなどの工夫がなされている。
トーキック
こちらもストンピング同様プロレスではポピュラーな技の一だが、叫び声を上げながら連発する主要打撃技。
時に自らロープに走り込んで使用され、片膝状態の相手やコーナーへ追い込んだ相手にも多用される。
ナックル・パート
相手の髪の毛をわし掴みにしてストンピング同様、煽りを入れながら連発するトーキックと並ぶ主要打撃技。
トーキック同様、片膝状態の相手やコーナーへ追い込んだ相手にも多用される。
ヘッドロック
序盤戦ではこの技を使うことが非常に多く、腕が太いためにガッチリと決まる。
単なるロープワークへの流れを作るためのものでなく、手を抜かずに締め上げ中々離そうとしない独立した技の一つとして使用している。
ドロップキック
全日本参戦時に使用した技。主にタッグマッチで、パートナーと共に繰り出すことが多かった。新日本では、アントニオ猪木戦など、大一番でのみ使用した。

### 組み技
ジャーマン・スープレックス・ホールド
大試合のここぞという時に使用。ブリッジがつま先立ちではない、いわゆるベタ足式（但し、時折つま先立ちブリッジの型も見せてはいた）。
ちなみに1985年のジャンボ鶴田戦でも、60分時間切れ寸前に奥の手としてこの技を使用した。
オクラホマ・スタンピード
相手を投げ落とした後、長州自身も吹っ飛ぶほど勢いがある。別名「アバランシュ・ホールド」。
革命軍当時のインタビューで、ハルク・ホーガン初来日のシングル戦で喰らい、数日体調を崩す程の威力だったため、必死に習得したと述べている。

### 関節技
リバース・チキンウィング（ウィング・ブリーカー・ホールド）
うつ伏せダウン状態の相手の背後から両腕をダブルチキンウィングに固め、そのまま首を支点にブリッジして極めるサブミッション。
かつてはサソリ固めと並ぶフィニッシュ・ホールドであったが、維新軍結成後は使用していない。

### その他の単発技
長州は盟友天龍と同じく、大一番で対戦相手や観客を驚かせる目的で普段使用しない技を突如として使用することがある。
クルシフィックス（クルスフィックス）
Uインターとの対抗戦でしきりに用いられた得意技。レスリング技術をベースとした押さえ込み技であり、ベイダーをフォールする際に用いられたこともある。
DDT
対天龍戦においてリキ・ラリアットの連発からラリアットに行くと見せかけこの技で奇襲をし、勝利を収めた。
ドラゴン・スリーパー
藤波の掟破りの逆サソリに対抗するように使用された。ただし、仕掛けた相手は橋本でありこの技で落とした後、ピンフォール勝ちを収めている。
延髄斬り
こちらも対橋本戦で見せた珍しい技。走り込んで使用し、解説席の山本小鉄は「稲妻レッグラリアット」だと解説した。
プランチャー
東京ドームでプランチャーを繰り出したことがある。背中から豪快に体当たりしていった。

### 連携技
太鼓の乱れ打ち
維新軍時代に頻繁に使用した技。タッグ戦においてタッグパートナーと相手の背中を太鼓に見立て、両拳で叩きまくる。
個人技ではないため、タッグ戦でのみ見られる技である。
ハイジャック・パイルドライバー
パイルドライバーの体勢で持ち上げた相手の両足かかとを自軍のパートナーが掴み、その体重をかけて叩きつける合体技。
コーナートップやエプロン際で使用される。

## 長州力の物真似をする主な有名人
- 神奈月
- 有田哲平（くりぃむしちゅー）
- 真壁刀義
- 三又又三
- 泉州力（オマージュプロレスラー）
- 長州小力

本人は小力について尋ねられた際、「昔から（特定の）レスラーを物真似する奴は多かったけど、自分のは出ないだろうなと思っていたので驚いた」「小力のおかげで覚えてもらえる」「家族全員小力の大ファン、全然キレてないですよ」とコメントしている。

## 音楽

### シングル
| 発売日         | タイトル       | 規格           | 規格品番       | 面             | 収録曲                      | 作詞           | 作曲           | 編曲           |
| キングレコード | キングレコード | キングレコード | キングレコード | キングレコード | キングレコード              | キングレコード | キングレコード | キングレコード |
| -------------- | -------------- | -------------- | -------------- | -------------- | --------------------------- | -------------- | -------------- | -------------- |
| 1986年7月21日  | 明日の誓い     | EP             | K07S-10112     | A              | 明日の誓い                  | 松本一起       | 宇崎竜童       | 佐藤宣彦       |
| 1986年7月21日  | 明日の誓い     | EP             | K07S-10112     | B              | Power Fall <パワー・ホール> |                | 異母犯抄       | 平田ふみと     |

### アルバム

#### オリジナルアルバム
|                | 発売日         | タイトル       | 規格           | 規格品番       |
| キングレコード | キングレコード | キングレコード | キングレコード | キングレコード |
| -------------- | -------------- | -------------- | -------------- | -------------- |
| 1st            | 1986年8月5日   | GET OVER       | LP             | K25A-762       |
| 1st            | 1986年8月5日   | GET OVER       | CD             | K32X-93        |
| 1st            | 2020年9月23日  | GET OVER       | CD             | KICS-3951      |

## エピソード

### 性格
プロレスの責任者でいる時は、所属のプロレスラーが勝手なアクションを起こすことを良しとしない。また、プロレスと格闘技との間に一線を引いており、対戦レスラーを故意に負傷させる行為に対しては厳重に罰している。
エル・サムライが、当時IWGPジュニアタッグ王座を保持していた高岩竜一に勝ち、ノンタイトル戦なのにIWGPのベルトを強奪し、そのベルトを持ちながらインタビューで自己主張をあらわにした。これに対し、長州がインタビュー中に割って入り、「（ベルトを）貸せ! 貸せオラ!」と怒りつつベルトをサムライの手から強引に奪った。これ以来、サムライは自己主張をあまりしなくなった。
2005年、蝶野正洋・天山広吉がIWGPタッグ王座に挑戦を表明した。このことを聞かされていなかった長州は激怒し、舞台裏で「調子のいいこと抜かしてんじゃねえぞコラ!何が挑戦だ!」と怒鳴り散らし、乱闘騒ぎになった。
佐々木健介の結婚式では仲人を務め、一時は健介が二代目長州力を襲名する話が持ち上がるほど良好だった師弟関係は、WJプロレスの失敗をきっかけに疎遠となった。その後一度だけ健介と長州がシングルで戦うことはあったものの、長州が全盛期を過ぎていたことから好勝負とならず、対戦後インタビューにて健介の妻である北斗晶から「二度と関わらない」と宣言され絶縁された。
ミスター高橋は、「長州には少しばかり横柄な面がある」と指摘する。高橋によると、新日本プロレスの現場監督就任後、プロレスラーを集めて話をする際に、自身よりもキャリアの長い柴田勝久や木戸修、小林邦昭、木村健悟らまでをもひと纏めに「お前ら」と呼んだ。高橋はまた、長州が他のプロレスラーを人前で怒鳴ったり殴ったりしていたことを示唆している。
一方で「成功した奴は必ず努力している」という持論から日々の練習を欠かさず、また新日本プロレスの現場監督を務めていた時代には練習量が多い選手を積極的に試合に出すマッチメイクをしていた。
長州の付き人を長年務めた真壁刀義はインタビューで、上記通り練習に励んでいる選手を重んじる方針に加え、練習生に理不尽な暴力を振るわない・使いっ走りにしない長州の人柄について語っている。
前田日明は2019年のインタビューで「元々明るく朗らかなスポーツマンで、不機嫌で怖い雰囲気は演技。長年そうした演技をしていて不自然に見えることもあったが、男性更年期のホルモンバランスの変化によって性格が頑固になり、ギリギリ誤魔化せるようになった」と性格について話している。

### 入場曲
入場曲「パワーホール」は、作曲者の平沢進が担当している。この曲は同じフレーズが延々と繰り返される当時としては珍しいテクノ調の入場曲であった。なお作曲者クレジットは『異母犯抄』（異母犯妙の誤植、いぼはんみょう）という変名が用いられている。『いぼはんみょう』とは平沢の好きな昆虫ハンミョウにいぼいぼがついたような姿をイメージしてつけたとしている。当初から著作権買い取り契約の条件で発注され、その条件で業界新人として著作権に無知だった平沢が納得し同曲を制作したため、曲が使用されても平沢自身に印税は入って来ない。

### 髪型の変遷
自分で後ろ髪が切れないから、という理由で長髪がトレードマークであるが、過去に3度短髪にしている（1993年7月 - アキレス腱断裂・入院、復帰の際。1995年6月 - 越中とのタッグマッチに敗れ、リング上で自ら長髪を切る。1998年1月 - 引退後。）。1997年にも何度か髪を切っているが、目立った部分は前述の通りである。2000年代以降は茶髪でウェーブが掛かっている。

### プロレスマスコミ嫌い
『週刊ファイト』元編集長の井上譲二は、プロレスマスコミに対する長州の態度について、以下のように述べている。
1990年代には、「マスコミはテレビと東スポ以外、必要ねえ!」と繰り返し発言していた。
『週刊ゴング』元編集長の金澤克彦は、次のように述べている。
そのような姿勢が影響してか、「プロレス大賞」MVPは一度も獲得していない。
試合前の時間にレスラーおよび関係者以外が控え室に入ることも極端に嫌う。ある時、興行関係者の子供がサインを貰いに控え室に入った際も追い返そうとしたが、そばにいた木村健悟に「オイ、サイン位はしてやりなよ」と言われ、しぶしぶサインに応じたことがある。維新軍団全盛期には、控え室の窓から中を覗こうとしたファンに怒り、スリッパで窓ガラスを叩き割り、「うるさい!」と叫んでいる記事が週刊プロレスに掲載された。
しかしそんな彼も例外的にファンにサインをしたことがあった。1988年9月、津山市総合体育館での試合の時に、地元に住む長州のファンが訪れたことがあった。彼は先天性の不治の病と闘っていて車椅子に乗って花束を持って来場した。しかも彼は長くてあと1年しか生きられないと言うことだった。控室で彼は長州に花束を渡し、普段はファンに無愛想な長州も笑顔で「ありがとう、頑張れよ」と声をかけ、更に握手とサインもしていた。

### マスメディアへの露出
1980年代の「かませ犬」発言以降の長州の人気は凄まじく、TBSでは長州を扱った1時間の特集番組（1984年12月）が組まれるほどであった（その番組内で、当時専修大学のレスリング部部長であった松浪健四郎（元衆議院議員）がコメントをした）。また、1983年に鈴木雅之の紹介で『笑っていいとも!』の「テレフォンショッキング」にも出演、リングアナの田中ケロ（当時は田中秀和）のアナウンスで登場し当時、同コーナー最多の祝電が到着したことで話題になった。タモリの技のリクエストにヘッドロックで応じようとするも、派手な技を望むタモリの意向によりコブラツイストをかけた。次の友達に関根勤を紹介した。
人気が最高潮である1985年12月には『さだまさしのセイ!ヤング』（文化放送）にゲスト出演。最後にさだ側から腕相撲をやりたいと要望があり、さだは両手で挑んだが当然負けた。2006年に『ズバリ言うわよ!』（TBS）の新春スペシャルにゲスト出演した際には「子供達の会話に入っていけない」等3人の娘を持つ父親としての悩みを打ち明け、細木数子と他の出演者からどう接すれば良いか助言を貰っていた。なお、この放送の時、有田哲平は長州の出演で興奮気味で、本人の前で物真似も披露した（この番組で朝青龍とも共演）。
岩手県内のパチンコ店のコマーシャルに出演していたこともある。その内容は、長州の練習姿を数種類映した後、山盛りのパチンコ玉の前で箸を持った長州が「こんなん食えねーよ!」と吠えるというものであった。他のCM出演として、日本ヴェルテック（関西地区のみ）、雪印ローリー「ローリーエース」（乳酸菌飲料）、札幌のパチンコチェーンビッグスター等の出演がある。また、2013年初頭に放映された麒麟麦酒「のどごし〈生〉」では、「のどごし夢のドリーム体験」で会社員（名前に「力」が入っている）と対決している。トレーニング器具ブルワーカーの雑誌広告に起用されていたこともある。
『さんまのまんま』（関西テレビ）に出演した際には、「自分はタイトルをとってもなかなか防衛することが出来なかった」と話した折に明石家さんまから「あんた、弱いんだ?」とあっさり言われて苦笑した（事実、王者としては、シングル・タッグともに短命に終わることが多かった）。また「話が舌足らずで聴きづらい」というさんまに対し「自分ではそう思っていないが、人にはよく言われる」と答えている。
2012年大晦日に放映された『ダウンタウンのガキの使いやあらへんで!! 絶対に笑ってはいけない熱血教師24時』で、天龍源一郎と共に、滑舌の悪い教師役で出演した。

### テレビゲームに登場
1987年にリコーエレメックスが発売したファミリーコンピュータ用ゲーム『新人類』にタイアップ企画で出演。ゲーム中に主人公がリキのパネルを取ると、長州力に変身してリキラリアットで敵を攻撃するというものだった。また広告やテレビコマーシャルにも直接本人が出演していた。

### インディー団体へのまなざし
1996年6月30日横浜アリーナで開催された「メモリアル力道山」におけるIWA格闘志塾提供「鶴見五郎 VS ザ・マミー」を酷評し、インディー批判を繰り広げたが、ターゲットとしていたターザン後藤が反応せず、インディーとの対抗戦に発展することはなかった。
2006年1月の最後（と当時謳っていた）の東京ドーム大会でのマッチメイクを「新日本対インディー」と呼んだことで他団体レスラー（特にビッグマウス・ラウド）から批判を受けた。ちなみに、WJプロレス時期におけるインディー団体選手との絡みにより、現在ではかつてのようなインディー敵視は薄まっている。

### パチンコ・パチスロ
新日本プロレス在籍時にはパチンコ「CR闘魂」（三星）の特別図柄（いわゆる「大当たり絵柄」）12として登場している。長州個人としては2007年にパチスロ「革命戦士長州力」（トリビー）が発売された。この機種では長州小力との共演を果たしている。
2022年1月、パチンコ店チェーン「楽園」を運営する浜友観光（現・浜友A.L.）のオフィシャルサポーターに就任した。これに伴い、「楽園」の店頭では定期的に「パワーホール」が流されている。

### その他
- エステーが製造する消臭剤「消臭力」は、長州力にちなみ、同社の会長・鈴木喬によって名付けられた[59]。
- 2012年ロンドンオリンピック柔道男子73kg級準優勝の中矢力は、母親がプロレスファンであったため、長州に肖って『力』と命名された[60]。
- 広島東洋カープのファンで、2013年7月30日にMAZDA Zoom-Zoom スタジアム広島で始球式を務めた[61]。
- 吉田豪のTwitter上の名前が長州の本名である「吉田光雄」のため、朝青龍に長州力のアカウントだと間違われたことがある[62]。
- 2016年2月29日、NHKの公式サイトに「受信料長州力」と題するティザーサイトが公開された[63]。NHK広報局によると「新たに一人暮らしをする人にNHKを見てもらうように促すキャンペーン」として長州をキャンペーンキャラクターに据えた企画であり、「パワーホール全開でNHKのド真ん中に立つぞ！」「SNSでアレしろ！」などと記載され公式Twitterでも「NHKの受信契約はお済みですか？なに？ まだだって？お前の新生活、いいスタート、キレてないですよ！？はやく『受信料長州力』で、アレしなきゃダメだ！ コラ！」と本人の名フレーズや口癖を多分に意識した文言が並んでいたが、視聴者からサイト名が「長州」と「徴収」を掛けているのとの疑いや、長州が力ずくで受信料を徴収するという宣戦布告ではないか[64] などと批判が殺到したため、3月4日に公開中止がアナウンスされた[65][66]。長州本人はこの件についてコメントしていない。

## メディア出演

### テレビ番組
- DO YOU?サタデー（2016年4月30日 - 2017年3月25日、BSフジ） - コメンテーター
- 週末ちぐまや家族（2018年4月7日 - 、テレビ山口） - 番組準レギュラー（主にロケでの出演）
- 次課・長州の力旅（2018年6月1日、6月15日、6月22日、10月5日、10月12日、10月19日、BSフジ） - 旅人
- NHK大河ドラマ「西郷どん」第27回（2018年7月22日、NHK） - 来島又兵衛 役[67]
- BSフジ11時間テレビ（2017年11月11日、2018年11月17日）
- 相席食堂（2020年5月12日、7月21日、8月4日、朝日放送）
- 突撃！長州ツイートトラベル（2021年1月16日、山口放送）
- 俺の家の話（2021年1月22日 - 、TBS） - 長州力（本人役） 役[68]
- 1億3000万人のSHOWチャンネル（2021年3月6日 - 、日本テレビ） 武藤敬司と不定期出演
- がんばれ!長州くん（2022年8月1日 - 、日本テレビ）- 長州くん役 スッキリ内部で放送[69]

### WEB番組
- 長州力のアレトーーーーク（2016年6月 - 、AbemaTV）[70]
- 長州力を笑わせろ!（2020年5月5日、ABEMA）[71]
- HITOSHI MATSUMOTO presents ドキュメンタル（2023年、Amazonプライム・ビデオ）- シーズン12出演

### ゲーム
- 龍が如く 極2（2017年12月7日、セガゲームス）[72]– 地上げ三銃士・長州力 役

### CM・広告
- 雪印「ローリーエース」（1986年）
- リコーエレメックス「新人類」（1987年）
- わかば食品（富山県ローカル 1990年代）
- 資生堂「ウーノ・ウェットファイバー」（2007年）
- トリビー「パチスロ・革命戦士 長州力」（2007年）
- キリンビール「キリン のどごし〈生〉」（2013年）
- ニッセン「すっぽんしじみ粒」（2013年）
- DMM.com「DMMぱちタウン」（2013年 - 2015年）
- いちょうの木クリニック（2016年 - ）
- ソフトバンク「白戸家・父の職業」篇[73]（2017年11月）
- マース ジャパン「スニッカーズ」（2019年11月）
- 日産自動車「スカイライン」（2020年1月）- 「行列のできる法律相談所」とのコラボレーションCM
- 富士通「FMV LIFEBOOK UH」（2020年）WebCM
- 森永乳業「Miloha」（2020年4月）
- 山口県「近いい!旅」（2020年）
- 有楽製菓「ブラックサンダー」（2020年）WebCM
- 日本郵政「年賀状」（2020年）
- ミツカン「金のつぶ ご飯に合う濃厚タレシリーズ」（2020年 - 2021年）
- 森トラスト「Appguard」（2020年11月 - 2021年）
- 花王「ビオレu ザ・ボディ 泡タイプ」（2021年9月）
- Wellvenus 「北国の恵み ふしぶし体操第1」篇（2021年10月 - ）
- タカラトミーアーツ「デュエル・マスターズ トレーディングカードゲーム」（2021年10月）
- 日本スポーツ振興センター「MEGA BIG」（2021年11月）
- 東ハト「あみじゃが」「ぼうじゃが」（2022年1月）WebCM
- 山田水産「3月8日 さばの日 さば対決」（2022年2月）WebCM
- 助太刀（2022年3月 - 5月）
- セブン銀行「長州力×COWCOW「ATM（あたりまえ）体操」」（2022年4月 - 2023年）WebCM
- TikTok（2022年12月 - ）WebCM
- Yogibo「蘇れ、俺！」篇「組み合わせろ！」篇 他（2023年4月 - ）
- 藤和コーポレーション（2023年5月 - ）
- 大塚製薬「オロナミンC」（2023年9月 - ）WebCM
- アダストリア「ドットエスティ」（2023年10月 - ）
- サントリー食品インターナショナル「ペプシ」（2023年12月 - ）WebCM
- 厚生労働省「最低賃金ポスター」（2024年10月）

### web CM
- ロジャーグラート（2019年8月30日 - ）[74]
  - 「誕生！長熟力」編
  - 「Interview with RIKI CHOSHU」編

### ミュージック・ビデオ
- 「中3インマイドリームス〜行ってみたいなL.Aに〜」THE冠
- 「永遠の咬ませ犬」THE冠
- 「ココニアル」メロライド（2009年11月4日、ユニバーサルミュージック）[75][76]

## 書籍

### 単著
- 『革命戦士長州力 俺の心の叫びを聞いてくれ!!』（1983年11月、都市と生活社）
- 『逆境?それ、チャンスだよ』（2014年5月22日、PHP研究所）ISBN 978-4569818740
- 『いまどうしてる？』（2020年5月2日、ワニブックス）ISBN 978-4847099229
- 『ほんとうの長州力』（2020年6月30日、辰巳出版）ISBN 978-4777826148

### 関連書籍
- 田崎健太『真説・長州力 1951-2015』（2015年7月24日、集英社インターナショナル）ISBN 978-4797672862
- 田崎健太『真説・長州力 1951~2018(集英社文庫)』（2018年7月20日、集英社）ISBN 978-4087457704
- 前田日明、ミスター高橋、大仁田厚、藤原喜明、金本浩二ほか『証言 長州力「革命戦士」の虚と実』（2019年5月27日、宝島社）ISBN 978-4800294593